# Um el Ma
Il lago Um El Ma è un bacino lacustre che si trova nei pressi del centro urbano di Awbari nel cuore del deserto, tra le dune sabbiose del Sahara Libico.
L'acqua di questa grande oasi circondata dalle palme viene da numerose sorgenti sotterranee che arrivano fino in superficie.
Il lago non ha una fauna molto abbondante, la specie più numerosa è formata da minuscoli gamberetti.